# Сирийская туркменская ассамблея
Сирийская туркменская ассамблея (араб. المجلس السوري التركماني‎, тур. Suriye Türkmen Meclisi) — созданная в декабре 2012 года коалиция политических партий и организаций, представляющих сирийских туркмен в Национальном совете Сирии и Национальной коалиции Сирии. Изначально именовалась как Платформа туркмен Сирии (Suriye Türkmenleri Platformu) для примирения двух основных туркменских партий: Блока туркмен Сирии и Движения туркмен Сирии.
Военное крыло ассамблеи именуется как «Бригада сирийских туркмен», которое выступает против раздела Сирии после краха баасистского правительства и защищает туркменские поселения и регионы от правительства Асада, ИГИЛ и YPG, участвуя в различных наступлениях и осадах, а также совершая атаки на стратегически важные позиции туркоман и Турции.
Ассамблея официально представляла сирийских туркмен на Женевских мирных переговорах по Сирии в 2016 году в качестве официальной дипломатической части сирийской оппозиции с туркменскими делегатами.

## История
Первая встреча Сирийской туркменской ассамблеи состоялась в Стамбуле 15 декабря 2012 года, на ней участники заявили, что сирийские туркмены подвергаются нападкам со стороны оппозиционных сил и практически лишены права занимать места в национальной коалиции. Они решили встретиться и выбрать представителей ассамблеи на следующей встрече, и в конце первой встречи было объявлено общее решение Сирийской туркменской ассамблеи, согласно которому, независимо от какой-либо этнической или религиозной принадлежности, будущее, в котором каждый сможет жить совместно под идентичностью гражданина Сирии, нацелено на её будущее.
Второе заседание Сирийской туркменской ассамблеи состоялось в Анкаре 30 марта 2013 года. Премьер-министр Реджеп Тайип Эрдоган, министр иностранных дел Ахмет Давутоглу и Джордж Сабра также приняли участие во встрече. Давутоглу призвал сирийских туркмен занять активную роль в Сирийской национальной коалиции и внести свой вклад в новое управление Сирией. В ответ 350 туркменских делегатов из разных частей Сирии присоединились к коалиции и избрали 39 представителей Сирийской туркменской ассамблеи из числа членов различных групп и партий. Было также решено, что ассамблея будет переизбираться один раз в год, а заседания будут проводиться один раз в квартал. На данный момент 18 представителей Сирийской туркменской ассамблеи представлены в Сирийском национальном совете, а четыре члена — в Национальной коалиции сирийских революционных и оппозиционных сил.
30 марта 2013 года стало точкой соединения Сирийского туркменского национального блока и Сирийского демократического туркменского движения, которые являются двумя различными политическими движениями сирийских туркмен. Ассамблея объединила два движения, и совместным соглашением каждому движению был предоставлен регион для фокусировки.
31 декабря 2019 года Сирийская туркменская ассамблея объявила на своей странице в Facebook о переносе своей штаб-квартиры в Эр-Раи, опубликовав несколько фотографий недостроенного здания.